# Даскіл (син Ліка)
Даскі́л (дав.-гр. Δάσκυλος) — персонаж давньогрецької міфології, царевич, син Ліка та онук Даскіла, сина Тантала. 
Його батько і дід радо прийняли аргонавтів на їхньому шляху до Колхіди. На зворотному шляху їх приймав вже сам Даскіл і показав їм подальший шлях. 